# Элистан Достопамятный

Attributed Arms of Elystan Glodrydd

Элистан Достопамятный (валл. Elystan Glodrydd; 965—1010) — сын Кухелина ап Ифора и его жены Гвен верх Горонви. Элистан был правителем валлийского княжества Биэлт. Вскоре он женился на Гвенлиан верх Эйнион, которая была внучкой Оуайна Дехейбартского. Элистан был назван в честь Этельстана, короля Англии, которого предания ошибочно называли его крёстным отцом. Вскоре Элистан становится Графом Херефорда. В 1010 году Элистан умер, правителем Биэлта стал его сын Кадуган.